# Hermann Zapf

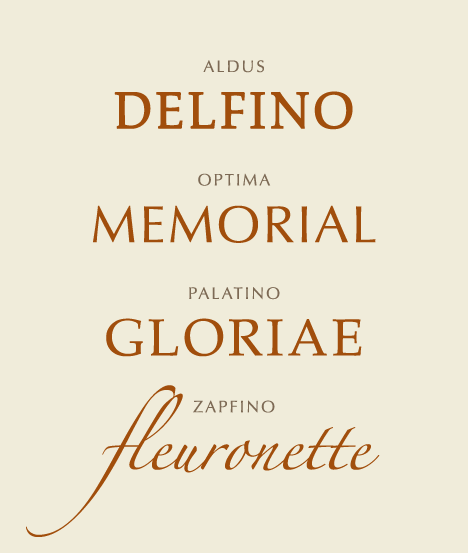
Especímenes de Tipografías por Hermann Zapf.

Hermann Zapf (Núremberg, 8 de noviembre de 1918-Darmstadt, 4 de junio de 2015) fue un diseñador alemán de fuentes tipográficas. Estuvo casado con la calígrafa y diseñadora de tipos Gudrun Zapf-von Hesse.
Su trabajo sufrió la espada de doble filo de la veneración y sus diseños, que incluyen Palatino y Optima, han sido tal vez los más ampliamente admirados —y plagiados— del siglo XX. El ejemplo más conocido es el de Monotype Book Antiqua, que se entrega con Microsoft Office y es considerada una copia de la Palatino. En 1993 abandonó ATypI (Association Typographique Internationale) por lo que veía como una actitud hipócrita por parte de miembros importantes de ATypl hacia las copias no autorizadas.

## Los primeros años
En 1934 comienza un aprendizaje de 4 años como corrector en la imprenta Karl Ulrich & Co. Es en 1935 cuando se interesa por la caligrafía después de visitar una exposición itinerante de los trabajos del tipógrafo Rudolf Koch y de leer los libros The Skill of Calligraphy del propio Rudolf Koch y Writing, Illuminating and Lettering de Edward Johnston.
En el año 1938, después de su aprendizaje, comienza a trabajar en el taller de Paul Koch en Fráncfort estudiando al mismo tiempo el arte de la imprenta y la grabación de punzones junto a August Rosenberg, que era un maestro grabador. Con la colaboración de Rosenberg, Zapf produce un libro de 25 alfabetos caligráficos, titulado Pen and Graver, y que fue publicado por Stempel en 1949.

## Publicaciones
Asimismo, Hermann Zapf publicó una serie de libros acerca de su tema favorito, el diseño, el dibujo de letras y la tipografía. Entre otros, podemos destacar: Manuale tipographicum (1954); About alphabets, some marginal notes on type design (1960); Typographische Variationen (1963); Hunt Roman, the birth of a type (1965); Orbis Typographicus (1980); y Hermann Zapf and his design Philosophy, Society of Typographic Arts, Chicago (1987).

## Su trabajo como diseñador de tipos
Zapf también se dedicó a crear tipos; su trabajo ha estado bajo el doble filo de la veneración: sus más importantes fuentes tipográficas —Optima y Palatino— han sido las creaciones más admiradas dentro del diseño en general, pero también las más copiadas (la conocida fuente Book Antiqua distribuida con los programas que Microsoft produce es una copia deformada de la Palatino).
Algunas de las tipografías creadas por Zapf son: Aldus, AMS Euler, Aurelia, Edison, Kompakt, Marconi, Medici Script, Melior, Michelangelo, Optima, Palatino, Saphir, Vario, ITC Zapf Book, ITC Zapf International, Sistina, ITC Zapf Chancery, ITC Zapf Dingbats, Zapf Renaissance Antiqua y Zapfino.